# Pandemia de COVID-19 en Macao
La pandemia de COVID-19 en Macao inició el 22 de enero de 2020 con sus dos primeros casos procedentes de Wuhan. Hasta el 17 de julio de 2020 se han confirmado 46 casos, de los cuales todos se han recuperado.
Las estrictas medidas gubernamentales han incluido el cierre de 15 días de los 81 casinos en el territorio en febrero; Además, a partir del 25 de marzo, el territorio desautorizó los vuelos de conexión en su aeropuerto, así como la entrada de todos los no residentes (excepto los residentes de China continental, Hong Kong y Taiwán), y a partir del 6 de abril, el puente Hong Kong-Zhuhai-Macao fue cerrado al transporte público y a la mayoría del otro tráfico.

## Fondo
En diciembre de 2019 se identificó un nuevo coronavirus que causó una enfermedad respiratoria en la ciudad de Wuhan, provincia de Hubei, China, y se informó a la Organización Mundial de la Salud (OMS) el 31 de diciembre de 2019, que confirmó su preocupación el 12 de enero de 2020. La OMS declaró el brote de una Emergencia de Salud Pública de Importancia Internacional el 30 de enero y una pandemia el 11 de marzo.
La tasa de letalidad de COVID-19  es mucho menor que la del SARS, una enfermedad relacionada que surgió en 2002, pero su transmisión ha sido significativamente mayor, lo que ha provocado un número total de muertes mucho mayor.
| Casos de COVID-19 en Macao Muertes Recuperaciones Casos activos enefebmarabrmayjunjulÚltimos 15 días | Casos de COVID-19 en Macao Muertes Recuperaciones Casos activos enefebmarabrmayjunjulÚltimos 15 días | Casos de COVID-19 en Macao Muertes Recuperaciones Casos activos enefebmarabrmayjunjulÚltimos 15 días | Casos de COVID-19 en Macao Muertes Recuperaciones Casos activos enefebmarabrmayjunjulÚltimos 15 días | Casos de COVID-19 en Macao Muertes Recuperaciones Casos activos enefebmarabrmayjunjulÚltimos 15 días |
| --- | --- | --- | --- | --- |
| Fecha                                                                                                | Fecha                                                                                                | | N.º de casos                                                                                         | N.º de casos                                                                                         |
| 2020-01-22                                                                                           | 2020-01-22                                                                                           | | 2(—)                                                                                                 | 2(—)                                                                                                 |
| ⋮ | ⋮ | | 2(=)                                                                                                 | 2(=)                                                                                                 |
| 2020-01-26                                                                                           | 2020-01-26                                                                                           | | 5(+150%)                                                                                             | 5(+150%)                                                                                             |
| 2020-01-27                                                                                           | 2020-01-27                                                                                           | | 7(+40%)                                                                                              | 7(+40%)                                                                                              |
| ⋮ | ⋮ | | 7(=)                                                                                                 | 7(=)                                                                                                 |
| 2020-02-02                                                                                           | 2020-02-02                                                                                           | | 8(+14%)                                                                                              | 8(+14%)                                                                                              |
| 2020-02-03                                                                                           | 2020-02-03                                                                                           | | 8(=)                                                                                                 | 8(=)                                                                                                 |
| 2020-02-04                                                                                           | 2020-02-04                                                                                           | | 10(+25%)                                                                                             | 10(+25%)                                                                                             |
| 2020-02-05                                                                                           | 2020-02-05                                                                                           | | 10(=)                                                                                                | 10(=)                                                                                                |
| 2020-02-06                                                                                           | 2020-02-06                                                                                           | | 10(=)                                                                                                | 10(=)                                                                                                |
| ⋮ | ⋮ | | 10(=)                                                                                                | 10(=)                                                                                                |
| 2020-02-12                                                                                           | 2020-02-12                                                                                           | | 10(=)                                                                                                | 10(=)                                                                                                |
| 2020-02-13                                                                                           | 2020-02-13                                                                                           | | 10(=)                                                                                                | 10(=)                                                                                                |
| ⋮ | ⋮ | | 10(=)                                                                                                | 10(=)                                                                                                |
| 2020-02-16                                                                                           | 2020-02-16                                                                                           | | 10(=)                                                                                                | 10(=)                                                                                                |
| ⋮ | ⋮ | | 10(=)                                                                                                | 10(=)                                                                                                |
| 2020-02-19                                                                                           | 2020-02-19                                                                                           | | 10(=)                                                                                                | 10(=)                                                                                                |
| ⋮ | ⋮ | | 10(=)                                                                                                | 10(=)                                                                                                |
| 2020-02-26                                                                                           | 2020-02-26                                                                                           | | 10(=)                                                                                                | 10(=)                                                                                                |
| 2020-02-27                                                                                           | 2020-02-27                                                                                           | | 10(=)                                                                                                | 10(=)                                                                                                |
| ⋮ | ⋮ | | 10(=)                                                                                                | 10(=)                                                                                                |
| 2020-03-03                                                                                           | 2020-03-03                                                                                           | | 10(=)                                                                                                | 10(=)                                                                                                |
| ⋮ | ⋮ | | 10(=)                                                                                                | 10(=)                                                                                                |
| 2020-03-06                                                                                           | 2020-03-06                                                                                           | | 10(=)                                                                                                | 10(=)                                                                                                |
| ⋮ | ⋮ | | 10(=)                                                                                                | 10(=)                                                                                                |
| 2020-03-15                                                                                           | 2020-03-15                                                                                           | | 11(+10%)                                                                                             | 11(+10%)                                                                                             |
| 2020-03-16                                                                                           | 2020-03-16                                                                                           | | 11(=)                                                                                                | 11(=)                                                                                                |
| 2020-03-17                                                                                           | 2020-03-17                                                                                           | | 13(+18%)                                                                                             | 13(+18%)                                                                                             |
| 2020-03-18                                                                                           | 2020-03-18                                                                                           | | 15(+15%)                                                                                             | 15(+15%)                                                                                             |
| 2020-03-19                                                                                           | 2020-03-19                                                                                           | | 17(+13%)                                                                                             | 17(+13%)                                                                                             |
| 2020-03-20                                                                                           | 2020-03-20                                                                                           | | 17(=)                                                                                                | 17(=)                                                                                                |
| 2020-03-21                                                                                           | 2020-03-21                                                                                           | | 18(+5,9%)                                                                                            | 18(+5,9%)                                                                                            |
| 2020-03-22                                                                                           | 2020-03-22                                                                                           | | 21(+17%)                                                                                             | 21(+17%)                                                                                             |
| 2020-03-23                                                                                           | 2020-03-23                                                                                           | | 25(+19%)                                                                                             | 25(+19%)                                                                                             |
| 2020-03-24                                                                                           | 2020-03-24                                                                                           | | 26(+4%)                                                                                              | 26(+4%)                                                                                              |
| 2020-03-25                                                                                           | 2020-03-25                                                                                           | | 30(+15%)                                                                                             | 30(+15%)                                                                                             |
| 2020-03-26                                                                                           | 2020-03-26                                                                                           | | 33(+10%)                                                                                             | 33(+10%)                                                                                             |
| 2020-03-27                                                                                           | 2020-03-27                                                                                           | | 34(+3%)                                                                                              | 34(+3%)                                                                                              |
| 2020-03-28                                                                                           | 2020-03-28                                                                                           | | 37(+8,8%)                                                                                            | 37(+8,8%)                                                                                            |
| 2020-03-29                                                                                           | 2020-03-29                                                                                           | | 38(+2,7%)                                                                                            | 38(+2,7%)                                                                                            |
| 2020-03-30                                                                                           | 2020-03-30                                                                                           | | 39(+2,6%)                                                                                            | 39(+2,6%)                                                                                            |
| 2020-03-31                                                                                           | 2020-03-31                                                                                           | | 41(+5,1%)                                                                                            | 41(+5,1%)                                                                                            |
| ⋮ | ⋮ | | 41(=)                                                                                                | 41(=)                                                                                                |
| 2020-04-03                                                                                           | 2020-04-03                                                                                           | | 43(+4,9%)                                                                                            | 43(+4,9%)                                                                                            |
| 2020-04-04                                                                                           | 2020-04-04                                                                                           | | 43(=)                                                                                                | 43(=)                                                                                                |
| 2020-04-05                                                                                           | 2020-04-05                                                                                           | | 44(+2,3%)                                                                                            | 44(+2,3%)                                                                                            |
| ⋮ | ⋮ | | 44(=)                                                                                                | 44(=)                                                                                                |
| 2020-04-08                                                                                           | 2020-04-08                                                                                           | | 45(+2,3%)                                                                                            | 45(+2,3%)                                                                                            |
| ⋮ | ⋮ | | 45(=)                                                                                                | 45(=)                                                                                                |
| 2020-04-12                                                                                           | 2020-04-12                                                                                           | | 45(=)                                                                                                | 45(=)                                                                                                |
| 2020-04-13                                                                                           | 2020-04-13                                                                                           | | 45(=)                                                                                                | 45(=)                                                                                                |
| 2020-04-14                                                                                           | 2020-04-14                                                                                           | | 45(=)                                                                                                | 45(=)                                                                                                |
| 2020-04-15                                                                                           | 2020-04-15                                                                                           | | 45(=)                                                                                                | 45(=)                                                                                                |
| 2020-04-16                                                                                           | 2020-04-16                                                                                           | | 45(=)                                                                                                | 45(=)                                                                                                |
| 2020-04-17                                                                                           | 2020-04-17                                                                                           | | 45(=)                                                                                                | 45(=)                                                                                                |
| 2020-04-18                                                                                           | 2020-04-18                                                                                           | | 45(=)                                                                                                | 45(=)                                                                                                |
| 2020-04-19                                                                                           | 2020-04-19                                                                                           | | 45(=)                                                                                                | 45(=)                                                                                                |
| 2020-04-20                                                                                           | 2020-04-20                                                                                           | | 45(=)                                                                                                | 45(=)                                                                                                |
| 2020-04-21                                                                                           | 2020-04-21                                                                                           | | 45(=)                                                                                                | 45(=)                                                                                                |
| 2020-04-22                                                                                           | 2020-04-22                                                                                           | | 45(=)                                                                                                | 45(=)                                                                                                |
| 2020-04-23                                                                                           | 2020-04-23                                                                                           | | 45(=)                                                                                                | 45(=)                                                                                                |
| 2020-04-24                                                                                           | 2020-04-24                                                                                           | | 45(=)                                                                                                | 45(=)                                                                                                |
| 2020-04-25                                                                                           | 2020-04-25                                                                                           | | 45(=)                                                                                                | 45(=)                                                                                                |
| 2020-04-26                                                                                           | 2020-04-26                                                                                           | | 45(=)                                                                                                | 45(=)                                                                                                |
| 2020-04-27                                                                                           | 2020-04-27                                                                                           | | 45(=)                                                                                                | 45(=)                                                                                                |
| 2020-04-28                                                                                           | 2020-04-28                                                                                           | | 45(=)                                                                                                | 45(=)                                                                                                |
| 2020-04-29                                                                                           | 2020-04-29                                                                                           | | 45(=)                                                                                                | 45(=)                                                                                                |
| 2020-04-30                                                                                           | 2020-04-30                                                                                           | | 45(=)                                                                                                | 45(=)                                                                                                |
| 2020-05-01                                                                                           | 2020-05-01                                                                                           | | 45(=)                                                                                                | 45(=)                                                                                                |
| 2020-05-02                                                                                           | 2020-05-02                                                                                           | | 45(=)                                                                                                | 45(=)                                                                                                |
| 2020-05-03                                                                                           | 2020-05-03                                                                                           | | 45(=)                                                                                                | 45(=)                                                                                                |
| ⋮ | ⋮ | | 45(=)                                                                                                | 45(=)                                                                                                |
| 2020-05-06                                                                                           | 2020-05-06                                                                                           | | 45(=)                                                                                                | 45(=)                                                                                                |
| ⋮ | ⋮ | | 45(=)                                                                                                | 45(=)                                                                                                |
| 2020-05-10                                                                                           | 2020-05-10                                                                                           | | 45(=)                                                                                                | 45(=)                                                                                                |
| 2020-05-11                                                                                           | 2020-05-11                                                                                           | | 45(=)                                                                                                | 45(=)                                                                                                |
| 2020-05-12                                                                                           | 2020-05-12                                                                                           | | 45(=)                                                                                                | 45(=)                                                                                                |
| 2020-05-13                                                                                           | 2020-05-13                                                                                           | | 45(=)                                                                                                | 45(=)                                                                                                |
| ⋮ | ⋮ | | 45(=)                                                                                                | 45(=)                                                                                                |
| 2020-05-16                                                                                           | 2020-05-16                                                                                           | | 45(=)                                                                                                | 45(=)                                                                                                |
| ⋮ | ⋮ | | 45(=)                                                                                                | 45(=)                                                                                                |
| 2020-05-19                                                                                           | 2020-05-19                                                                                           | | 45(=)                                                                                                | 45(=)                                                                                                |
| ⋮ | ⋮ | | 45(=)                                                                                                | 45(=)                                                                                                |
| 2020-06-26                                                                                           | 2020-06-26                                                                                           | | 46(+2,2%)                                                                                            | 46(+2,2%)                                                                                            |
| ⋮ | ⋮ | | 46(=)                                                                                                | 46(=)                                                                                                |
| 2020-07-17                                                                                           | 2020-07-17                                                                                           | | 46(=)                                                                                                | 46(=)                                                                                                |
| Fuente: Special Webpage Against Epidemics                                                            | | | | |

## Cronología

### Enero 2020
El 22 de enero, Macao confirmó sus dos casos primeros casos de COVID-19, el de una mujer de 52 años y de un hombre de 66 años, ambos de Wuhan.
El 26 de enero, la Oficina de Salud de Macao confirmó tres casos adicionales: el de una mujer de 58 años que llegó de Hong Kong el 23 de enero después de viajar a Wuhan, y de dos mujeres, de 21 y 39 años, ambas que llegaron a Macao el 22 de enero a través del puente del Loto; los tres eran residentes de Wuhan. Desde entonces, el gobierno de Macao ha cerrado temporalmente todas las escuelas y universidades, y ha impuesto controles fronterizos con controles de temperatura. El gobierno también declaró el cierre de varios lugares para limitar la posible propagación del virus, incluyendo varios lugares de entretenimiento y actuaciones planeadas por el Año Nuevo Lunar.
El 27 de enero, un niño de 15 años, hijo de uno de los pacientes previamente confirmados, fue declarado el sexto caso del virus en Macao. Al día siguiente, se anunció el séptimo caso, el de una mujer de 67 años, una residente de Wuhan que viajó a Guangzhou antes de entrar en Macao a través del puesto de control de la Puerta de la Barrera.

### Marzo 2020
El 6 de marzo, los 10 pacientes confirmados con el virus se habían recuperado. Según las autoridades, sin embargo, todavía hay 224 personas aisladas, 6 en cuarentena y 58 residentes de Macao que han estado en Corea del Sur e Italia también aislados.
El 7 de marzo, Filipinas anunció que se lanzará una operación de transporte aéreo para traer a casa a 167 filipinos que trabajaban en Macao.
El 15 de marzo, la ciudad registró un nuevo caso COVID-19 importado de Portugal, el primer caso nuevo en más de un mes. La paciente es una trabajadora migrante coreana que visitó a la familia de su novio en la ciudad de Oporto. La mujer partió de Macao el 30 de enero. Voló de regreso a Hong Kong desde Dubái el 13 de marzo en el vuelo número EK380, tomando asiento 31J. Regresó a Macao el mismo día a través del puente Hong Kong-Zhuhai-Macao. Más tarde en el día comenzó a experimentar tos y fue al hospital el domingo por la tarde, 15 de marzo, con fiebre.
El 17 de marzo se notificaron dos nuevos casos. El primer paciente, un hombre de 47 años, es un ciudadano español que hace negocios en Macao; tomó el vuelo SU2501 de Madrid a Moscú el 15 de marzo, y luego el vuelo SU204 de Moscú a Beijing. El 16 de marzo, tomó el vuelo NX001 de Beijing a Macao, llegando al aeropuerto de Macao a las 8:00 p. m. del mismo día. La segunda paciente es una mujer de 20 años, una residente de Macao que estudiaba en el Reino Unido. El paciente salió de Londres y llegó al Aeropuerto Internacional de Hong Kong a través de Kuala Lumpur la noche del 16 de marzo. A su llegada al puente Hong Kong-Zhuhai-Macao, se le detectó fiebre y fue llevada inmediatamente al hospital. Otras pruebas revelaron que estaba infectada con el nuevo coronavirus.
El 19 de marzo, la Oficina de Educación y Asuntos de la Juventud anunció el nuevo aplazamiento de sus planes de reanudar la educación primaria y secundaria como respuesta a la segunda oleada de casos COVID-19 que comienza con el 11 caso. Esto es después de que los planes de reanudación de clase de la oficina comiencen el 30 de marzo, anunciados el 11 de marzo.
El 27 de marzo, el gobierno de la vecina Zhuhai anunció que cualquier persona que regresara o viajara desde fuera de China continental (incluyendo Macao y Hong Kong) se sometería a una cuarentena obligatoria de 14 días con algunas excepciones. Esto causó grandes multitudes y caos en el punto de control de Lotus en Cotai, que era el único puesto de control fronterizo abierto en ese momento.

### Junio 2020
El 19 de junio, 300 filipinos que vivían en Macao fueron transportados por aire en una operación encabezada por el Consulado General de Filipinas en Macao.

## Respuesta

### Diciembre 2019
El 31 de diciembre de 2019, la Comisión Nacional de Salud notificó a la Oficina Nacional de Salud un brote de neumonía por causa desconocida en Wuhan. A los residentes se les pidió que evitaran el pánico excesivo, pero que fueran conscientes de la higiene personal y de la higiene de su entorno. Se aconsejó a aquellos que viajaran a Wuhan que evitaran visitar hospitales locales o tener contacto con personas enfermas.

### Enero 2020
El 1 de enero de 2020, la Oficina de Salud de Macao pidió al Aeropuerto Internacional de Macao que aplicase la detección de la temperatura corporal para todos los pasajeros en los vuelos procedentes de Wuhan. A partir del 5 de enero, la Oficina de Salud elevó el nivel de advertencia de neumonía a 3, riesgo medio, y ese mismo día estableció el "Grupo de Trabajo Interdepartamental contra la Neumonía de Causa Desconocida".
A partir del 10 de enero, la gente compró grandes cantidades de máscaras, lo que llevó a la escasez en algunas farmacias. Macao Daily News informó que, según la Oficina de Salud, el suministro de máscaras de la ciudad era suficiente. El día en que se confirmó el primer caso en Macao, la Oficina de Salud anunció en una conferencia de prensa la imposición del racionamiento a partir de la noche del 23 de enero: los residentes de Macao y los trabajadores extranjeros podían usar los documentos de identidad residente de Macao y los documentos de identidad de los trabajadores extranjeros, respectivamente, para comprar hasta 10 máscaras por persona cada 10 días. El director de la Oficina de Salud Lei Chin Ion dijo que de las 294 farmacias de Macao, 160 no tenían máscaras y que de ocho proveedores de máscaras, una tenía 150 000 máscaras en stock, mientras que las otras estaban agotadas.
El 21 de enero, el director ejecutivo Ho Iat Seng ordenó el establecimiento de un "Centro de Coordinación de Emergencias por Coronavirus Novelvirus" de 24 horas, en sustitución del "Grupo de Trabajo Interdepartamental contra la Neumonía por Causa Desconocida", para operar directamente bajo el director ejecutivo, con el Secretario de Asuntos Sociales y Cultura como vicepresidente. En respuesta al primer caso importado de la ciudad, se tomaron medidas, incluyendo: puntos de control fronterizo implementaron declaraciones de salud, los trabajadores del complejo tuvieron que usar máscaras, no se alentó a los residentes de Macao a viajar a Wuhan, y los grupos turísticos entre Wuhan y Macao fueron suspendidos.
El 23 de enero, Macao confirmó su segundo caso importado, lo que llevó a la Oficina de Turismo del Gobierno a cancelar todas las celebraciones del Año Nuevo Chino, incluido el Desfile de Año Nuevo Chino de Macao. El mismo día, Ho Iat Seng anunció que cualquier persona con síntomas de fiebre no debe salir de Macao. El 23 de enero, Ho Iat Seng anunció que Macao había pedido 20 millones de máscaras para vender a los residentes de Macao y trabajadores extranjeros a costo. La Autoridad de Servicios Correccionales anunció precauciones contra el virus.
El 24 de enero, la Oficina de Educación y Asuntos de la Juventud anunció que todas las escuelas no terciarias ampliarían sus vacaciones de Año Nuevo chino, no reanudando las clases hasta el 10 de febrero o más tarde. La oficina también pidió a otros centros privados de tutoría y educación continua que retrasaran la reanudación de las clases. El mismo día, la Oficina de Educación Terciaria también anunció que diez instituciones terciarias retrasarían las clases hasta el 11 de febrero. La Oficina de Deportes anunció más tarde que las instalaciones deportivas estarían cerradas desde esa tarde (24 de enero) a las 16:00.
El 25 de enero, el gobierno de Macao anunció que el horario de apertura en el cruce fronterizo de Portas do Cerco con Zhuhai se reduciría en tres horas, a 6am-10PM, hasta nuevo aviso. El horario de apertura en otros cruces fronterizos con Zhuhai y Hong Kong no se vería afectado por el momento. El mismo día, el gobierno de Macao anunció que donaría 50.000 máscaras médicas urgentemente necesarias a la ciudad de Zhuhai, para ser utilizadas para la prevención y tratamiento del virus.
El 26 de enero, el gobierno anunció que a partir del día 27, todos los no residentes que eran o habían estado en Hubei en los últimos 14 días debían tener una nota médica que certificara que no tenían el virus para poder entrar en Macao. Además, cualquier persona que había estado en Hubei en los últimos 14 días tenía prohibido entrar en los casinos. Esa noche, el gobierno de Macao anunció que a partir de las 9 de la mañana del 27, los 1.113 viajeros de Hubei que habían entrado en Macao entre el 1 de diciembre y el 26 de enero y permanecían en el territorio serían puestos en cuarentena.
El 28 de enero, el Secretario de Administración y Justicia Cheong Weng Chon dijo que, de conformidad con la decisión del gobierno central, se suspenderían los avales para los visitantes de China continental a Macao.
El 30 de enero, la Oficina de Educación Terciaria anunció que la reanudación de las clases se retrasaría aún más y que se publicaría un calendario para reanudar las clases una semana antes de que se reanudaran las clases.

### Febrero 2020
El 3 de febrero, el gobierno de Macao anunció que a partir del mediodía, todos los pasajeros de autobuses y taxis debían usar máscaras; de lo contrario, el conductor tendría derecho a rechazar el embarque. A partir de las 13:00, todos los pasajeros del tren ligero debían usar una máscara; de lo contrario, el conductor tendría derecho a rechazar el embarque.
El 4 de febrero de 2020, todos los casinos de Macao recibieron la orden de cerrar durante 15 días. Las siguientes instalaciones también fueron requeridas para cerrar: cines, teatros, parques de atracciones cubiertos, arcadas, cibercafés, salas de billar, boleras, baños de vapor, salas de masajes, salones de belleza, gimnasios, clubes de salud, bares, bares de karaoke, discotecas, discotecas y clubes de baile.
El 7 de febrero, el gobierno de Macao anunció que los trabajadores del gobierno se quedaban en casa del 8 al 16, a excepción de los servicios de emergencia.
El 11 de febrero, en la conferencia de prensa diaria, el gobierno anunció el tercer plan de protección de máscaras faciales y proporcionó máscaras para los niños por primera vez, pero debido a cantidades limitadas, a cada niño sólo se le permitió comprar cinco. El gobierno también anunció que comenzarían las pruebas para grupos con alto riesgo de infección, y que el grupo de mayor riesgo eran los conductores de autobuses turísticos, de los cuales 103 iban a ser probados ese día.
El 13 de febrero, el gobierno anunció medidas de alivio económico, entre ellas: reducción de impuestos y tasas para aliviar la carga para las empresas y los residentes; asistencia a las pequeñas y medianas empresas y subvenciones a los intereses, para apoyar la permanencia de las empresas; medidas para mejorar los medios de vida de las personas y apoyar a las familias vulnerables; capacitación técnica, trabajo y protección de salarios; la presentación de cupones electrónicos para acelerar la recuperación económica. El gobierno también anunció que cooperaría con un equipo de investigación local en Macao para establecer líneas de producción en el continente y salvaguardar el suministro de máscaras faciales.
El 14 de febrero, el gobierno anunció que, tras equilibrar la prevención epidémica con la necesidad de los ciudadanos de servicios públicos, a partir del 17 de febrero, se restablecerían los servicios públicos básicos.
El 17 de febrero, el gobierno anunció que a partir del 20 de febrero, los casinos podían reabrir, pero otras instalaciones de entretenimiento como cines y bares debían permanecer cerradas. El gobierno también anunció que los trabajadores migrantes que entraron en Macao y que habían estado en China continental en los últimos 14 días tendrían que someterse a 14 días de observación médica en un lugar designado en Zhuhai. En una conferencia de prensa, el Secretario de Economía y Finanzas Lei Wai Nong mencionó que cuando los casinos reabren, tendrían que seguir las medidas del gobierno para proteger la seguridad de los empleados y los huéspedes. Si los casinos no pudieran prepararse adecuadamente para la reapertura, podrían solicitar retrasar la reapertura hasta por 30 días.
El 18 de febrero, debido a la escasez global de máscaras faciales, el gobierno comenzó a proporcionar máscaras con corbatas en lugar de correas para los oídos.
El 19 de febrero, el gobierno anunció que a partir del 20 de febrero, los pasajeros procedentes de puntos críticos COVID-19 tendrían que someterse a controles médicos al entrar en Macao. También se pueden realizar controles médicos a los residentes de Macao que hicieron varios viajes de ida y vuelta a Zhuhai todos los días. También se anunció que algunos parques reabrirían y las emisiones del gobierno se ajustarían.
Todos los casinos reabren el 20 de febrero de 2020, pero el número de visitantes se mantuvo bajo debido a la pandemia, con hoteles con menos del 12% de ocupación a finales de febrero. Los casinos de Macao sufrieron una caída de ingresos año tras año del 88% durante febrero de 2020, la peor jamás registrada.
A partir del 20 de febrero, el gobierno de Macao restringió la entrada desde China continental.
El 21 de febrero, el gobierno anunció que la semana siguiente, del 24 al 28 de febrero, el sector público seguiría prestando servicios básicos. El cuarto plan de salvaguarda de máscaras faciales comenzaría al día siguiente, el 22 de febrero.
El 25 de febrero, la Oficina de Salud anunció que las personas que entraran en Macao y que habían estado en Corea del Sur en los últimos 14 días tendrían que someterse a 14 días de observación médica. La Oficina Marítima y de Agua anunció que el horario de apertura de la Terminal de Ferry del Puerto Exterior y la Terminal de Ferry de Taipa se cambiaría de 07:00 a 20:00 hasta nuevo aviso.
El 27 de febrero, los otros lugares que habían sido cerrados el 5 de febrero junto con los casinos fueron autorizados a reabrir. Sin embargo, el gobierno de Macao recomendó que aplicaran medidas de control epidémico; si se produjera un brote en tal lugar, exigirían medidas de control del sitio de conformidad con el artículo 19 de la Ley de Prevención de Enfermedades Infecciosas. El gobierno de Macao anunció que a partir del 2 de marzo, los servicios públicos volverían a la normalidad. La tutoría privada y las instituciones de educación continua que cumplen con las pautas de salud también podrían reanudar sus operaciones. La Oficina de Educación anunció que, sujeto a las condiciones en que Macao y la provincia de Guangdong no tenían nuevos casos confirmados durante 14 días consecutivos y las escuelas de Macao no reanudaban las clases antes de Zhuhai y Zhongshan, sería posible anunciar la reanudación de las clases en escuelas no terciarias. La Autoridad de Servicios Correccionales anunció que los servicios visitantes se reanudarían parcialmente el 4 de marzo.
El 29 de febrero, se anunció que los pasajeros que habían estado en Italia o Irán en los últimos 14 días tendrían que someterse a 14 días de observación médica de forma aislada. A los residentes de Macao se les permitiría someterse a observación médica en un lugar de origen que las autoridades consideren apropiado.

### Marzo 2020
El 2 de marzo, muchas ramas de la Biblioteca Pública de Macao reabrieron (con ciertas áreas como las salas multimedia y las áreas de lectura infantil permanecen cerradas), y con los edificios recibiendo dos veces al día "Períodos de Limpieza y Desinfección".
El 8 de marzo, se anunció que a partir del mediodía del mismo día, las personas que entraran en Macao y que habían estado en Alemania, Francia, España o Japón en los últimos 14 días tendrían que someterse a un control sanitario. Además, a partir del 10 de marzo al mediodía, los pasajeros procedentes de esos lugares tendrían que someterse a 14 días de aislamiento y observación médica en un lugar designado. A los residentes de Macao se les permitiría someterse a observación médica en un lugar autorizado. La Oficina de Educación Terciaria anunció medidas para ayudar a los estudiantes de Macao que estudian en el extranjero a comprar máscaras faciales.
El 9 de marzo, la Oficina de Deportes anunció que las instalaciones deportivas bajo su autoridad habían reanudado gradualmente la apertura a partir del 2 de marzo, y que otras instalaciones podrían reanudar gradualmente la apertura a partir del 11 de marzo. Estas instalaciones habían estado cerradas desde el 24 de enero. El Centro de Donación de Sangre anunció la suspensión de la donación de sangre por parte de personas en riesgo durante 28 días.
El 13 de marzo, la Oficina de Educación y Asuntos De la Juventud anunció un plan de contingencia para reanudar las clases por etapas, con diferentes grados que poco a poco se remontan a la escuela en diferentes fechas del 30 de marzo y el 4 de mayo.
El 14 de marzo, se anunció que las personas que entraran en Macao y que hubieran estado en los puntos críticos COVID-19 del espacio Schengen,el Reino Unido, los Estados Unidos, Canadá, Rusia, Brasil, Egipto, Australia o Nueva Zelanda en los últimos 14 días tendrían que someterse a observación médica en un lugar designado. La Oficina de Educación Terciaria anunció que algunas clases que cumplían ciertas condiciones podrían reanudarse el 1 de abril. Además, se anunció que los estudiantes que regresaban a Macao desde el extranjero tendrían que someterse a 14 días de observación médica en casa y una prueba de ácido nucleico.
El 15 de marzo se anunció que Nueva Zelandia no se considera un punto de acceso COVID-19. Oficina de Turismo anunció que del 17 de marzo al 22 de marzo el gobierno organizaría el transporte desde el Aeropuerto Internacional de Hong Kong para residentes y estudiantes procedentes de países europeos para llevarlos a un lugar designado durante 14 días de observación médica.
El 16 de marzo, se anunció que a partir del 17 de marzo a medianoche (00:00), las personas que llegaran a Macao desde cualquier país fuera de China (es decir, China continental, Hong Kong, Macao y Taiwán) tendrían que someterse a 14 días de observación médica en un lugar designado. La Oficina de Turismo anunció que el transporte desde el Aeropuerto Internacional de Hong Kong a un lugar designado se organizaría para los residentes de Macao y los estudiantes procedentes de los Estados Unidos, así como de los países europeos.
A partir del 18 de marzo, el gobierno prohibió la entrada de todos los no residentes, con excepciones para China continental, Hong Kong y Taiwán.
El 18 de marzo, la Oficina de Turismo anunció que del 19 de marzo al 31 de marzo, el transporte desde el Aeropuerto Internacional de Hong Kong llevaría a los residentes y estudiantes de Macao procedentes de todos los países a lugares designados para observación médica.
El 19 de marzo, se canceló el plan de reanudación de clases por etapas.
El 24 de marzo, el director ejecutivo anunció que a partir del 25 de marzo, los vuelos de conexión ya no estarían permitidos en el Aeropuerto Internacional de Macao; cualquier residente de Hong Kong, Taiwán o China continental que hubiera estado en otros países en los 14 días anteriores tenía prohibido entrar en Macao; y los residentes de Macao que habían estado en Hong Kong, Taiwán u otros países en los últimos 14 días tendrían que someterse a 14 días de observación médica en un lugar designado.
El 25 de marzo, la Oficina de Salud amplió las restricciones a las donaciones de sangre.

### Abril 2020
El 4 de abril, el gobierno de Macao siguió al gobierno central chino en la celebración de un día de luto en toda Macao. Las banderas chinas y las banderas de Macao iban a ser voladas a media asta, y el entretenimiento público y las celebraciones o eventos festivos iban a parar. A partir de las 10 de la mañana de ese día, Macao observaría un minuto de silencio de tres minutos.
A partir del 6 de abril, el gobierno suspendió las conexiones de autobuses sobre el puente Hong Kong-Zhuhai-Macao,permitiendo únicamente que la doble licencia (HK/Macau) y los vehículos de carga utilizaran el puente.
El 8 de abril, el Secretario de Economía y Finanzas anunció que 10 mil millones de patacas serían puestos en un fondo de asistencia antie epidémica para ayudar a los residentes y las empresas.
El 20 de abril, la Oficina de Educación y Asuntos De la Juventud presentó un plan de máscaras infantiles para proporcionar máscaras a los niños que comienzan la escuela.
El 25 de abril, la Oficina de Educación y Asuntos De la Juventud anunció un plan de pruebas para profesores no terciarios y estudiantes transfronterizos, comenzando con la prueba de 5000 profesores de secundaria.
El 28 de abril, la Oficina de Marina y Agua anunció que a partir del 29 de abril a medianoche (00:00), los pescadores que regresaban a Macao tendrían que ponerse en cuarentena durante 14 días en el barco pesquero o en un hotel. Los pescadores que ya habían regresado a Macao serían probados.

### Mayo 2020
El 1 de mayo, la oficina de salud introdujo el código de salud de Macao, que comenzará a utilizarse el 3 de mayo a las 9:00. El código de salud es una versión actualizada de una declaración de estado personal, que reemplazaría las declaraciones de estado que se usan en los pasos fronterizos. Por el momento, sólo se aplicaría a entrar en Macao y entrar en lugares locales.
El 2 de mayo, se acordó reanudar el horario regular de funcionamiento en Portas do Cerco y el puente Hong Kong-Zhuhai-Macao.